# Marco Martos
Marco Gerardo Martos Carrera (Piura, 29 de noviembre de 1942) es un  escritor, poeta y periodista peruano perteneciente a la Generación del 60 en la poesía peruana. Presidente de la Academia Peruana de la Lengua en varias ocasiones, catedrático de la Universidad Nacional Mayor de San Marcos y exdecano de la Facultad de Letras y Ciencias Humanas de dicha casa de estudios.

## Biografía
Marco Martos nació en el entonces Hospital de Belén de Piura el 29 de noviembre de 1942. Su padre fue el huancabambino Néstor Samuel Martos Garrido (1903-1973), notable historiador y periodista. Su madre fue doña Rosa Clementina Carrera Ubillús de Martos (1907-1958), dama huancabambina que durante el siglo XX se dedicó a la educación de la niñez piurana.
Realizó sus estudios primarios en el colegio "Salesiano", una institución educativa cuya sede estuvo ubicada en la calle Libertad, frente a la Plaza Merino en la ciudad de Piura. Poco después, cuando pasaba a quinto grado, a petición de él, sus padres lo cambiaron al colegio San Miguel de Piura donde culminó también sus estudios secundarios, sobresaliendo desde entonces en los cursos de letras.
En los años 60, con su llegada a Lima, Marco Martos empieza a vislumbrar su vida poética. Ingresa a estudiar Derecho en la Pontificia Universidad Católica del Perú; pero, impulsado por su vocación literaria, ingresa a estudiar Literatura Hispana en la Universidad Nacional Mayor de San Marcos, donde conoció a la que sería después su esposa y madre de sus tres hijos, Carmen Castañeda.
Estudió en la Universidad Nacional Mayor de San Marcos en donde luego fue decano de la Facultad de Letras y Ciencias Humanas. Se graduó como bachiller en Letras en 1972 con la tesis "Darío y Machado: del modernismo a la literatura comprometida" y como doctor en Letras en 1974 con la tesis: "la poesía amorosa de César Vallejo en Los heraldos negros y trilce". Es doctor en Literatura, prolífico autor de obras poéticas. Nuevamente, en el 2010, llega a ser decano de la Facultad de Letras y Ciencias Humanas de la Universidad Nacional Mayor de San Marcos
Sus poemas usan un lenguaje sencillo, irónico y cotidiano para criticar la realidad en la que vive y para referirse a la soledad y al aburrimiento existencial. 
En 1967 fue ganador de los Juegos Florales de Poesía de la Universidad Nacional Mayor de San Marcos, y en 1969 obtuvo el Premio Nacional de Poesía José Santos Chocano. Ha participado como jurado en muchísimos certámenes de poesía, entre ellos fue Jurado del Premio Casa de las Américas en (1984).
Actualmente se desempeña como profesor principal de la Facultad de Letras y Ciencias Humanas de la UNMSM y director de su Unidad de Posgrado, además es profesor en la Universidad Antonio Ruiz de Montoya. 
Desde el año 2006 hasta el año 2014 fue el presidente de la Academia Peruana de la Lengua, en la que ha ocupado diferentes desde 1999.
Marco Martos también sobresalió en ajedrez entre 1960 y 1964. En 1962 en un torneo obtuvo el primer puesto y en 1963 obtiene victorias frente a ajedrecistas chilenos. En ese mismo año el diario La Prensa de Lima sostuvo que era una lástima que Marco se dedicara a la poesía. Más tarde escribiría "Jaque Perpetuo", un poemario dedicado al ajedrez, una de las grandes pasiones de su vida.
En 1969, se presentó a un concurso organizado por La Casa de la Cultura del Perú en donde obtuvo el Primer Premio Nacional de Poesía con su libro "Cuaderno de Quejas y Contentamientos".
El 1 de agosto de 2013, recibe el homenaje principal en la Feria Internacional del Libro de Perú, en el auditorio principal, contando con la asistencia de más de 200 personas entre poetas, amigos, familiares y prensa local e internacional. 
En noviembre del 2020, participó en el 1.er encuentro entre poetas de Perú y la India. Este encuentro literario fue organizado por la embajada de Perú en la India donde participaron poetas de la Universidad Nacional Mayor de San Marcos como Marco Martos Carrera, Heinrich Helberg Chávez, Fernando Cuya y Carlos Garayar. Por su parte, de la India, participaron poetas de renombre mundial como Subodh Sarkar quien ha publicado más de 30 libros de poesía y ha sido traducido a diversos idiomas.

## Obras
- Biblioteca del mar. (Lima: Vicio Perpetuo Vicio Perfecto. 2013)
- Vespertilio. (Lima: Vicio Perpetuo Vicio Perfecto. 2012)
- Vértigo. (Lima: Vicio Perpetuo Vicio Perfecto. 2012)
- Poemario Dante y Virgilio. Iban oscuros en la profunda noche. (Lima: Universidad San Martín de Porres. 2008)
- Aunque es de noche. (Lima: Hipocampo. 2006)
- Dondoneo. (Lima: Universidad Nacional Mayor de San Marcos. 2004)
- Jaque perpetuo. (Lima: Pontificia Universidad Católica del Perú. 2003)
- El monje de Praga. (Lima: Hipocampo. 2003)
- Sílabas de la música. (Lima: LIRSUR. 2002)
- El mar de las tinieblas. (Lima: El Caballo Rojo-Atenea. 1999)
- Leve reino. (Obra poética 1965-1996) (Lima: Peisa. 1996)
- Cabellera de Berenice. (Trujillo: SEA-Municipalidad Provincial de Trujillo-Casa del artista. 1991)
- Muestra de arte rupestre. (Lima: Instituto Nacional de Cultura. 1990)
- Carpe diem/El silbo de los aires amorosos. (Lima: CEPES. 1981)
- Carpe diem. (Lima: Haraui. 1979)
- Donde no se ama. (Lima: Milla Batres. 1974)
- Cuaderno de quejas y contentamientos (Lima: CMB. 1969)
- Casa nuestra. (Lima: Ediciones de la Rama Florida. 1965)
- Caligrafía China. (Lima: Grupo editorial Peisa. 2014
- Máscaras de Roma. (Lima: Grupo editorial Caja Negra. 2015
- Libro de Animales. (Lima: Callao. 2016
- El Piano Negro. (Lima: Editorial Apogeo. 2018)
- Casa nuestra(3ra edición de colección con manuscritos originales). (Lima: Editorial Casa del escritor. 2018)

## Reconocimientos
- Doctor honoris causa por la Universidad de Piura (2019).